# Когнитивна наука
Когнитивна наука се обично дефинише као научно истраживање или ума или интелигенције (нпр. Лугер 1994.). Међутим, са изузетном научном продукцијом у дисциплинама које називамо когнитивним наукама, њихов домен је практично проширен и на области које су традиционално припадале другим, сродним дисциплинама. Ово „проширење“ когнитивних наука ипак јасно одређује њихов домен утолико уколико се оне за друге дисциплине везују док је то продуктивно за истраживање њиховог основног предмета - сазнања као феномена у природним (људи, животиње) и вештачким (компјутери) системима. Основе за развој скупа дисциплина које називамо когнитивним наукама постављене су у когнитивној психологији, лингвистици и вештачкој интелигенцији, посматрано историјски. Ако бисмо ушли дубље у историју идеја, корене бисмо пронашли и у радовима научника прве половине 20. века, а можда посебну инспирацију у развоју математичке логике и лингвистике (иако би се ови развоји могли данас везати само за једну оријентацију у когнитивним наукама - тзв. симболичку оријентацију). Опет, посматрајући и најсавременију проблематику у овој групи дисциплини, видимо да когнитивна наука легитимно наслеђује широк скуп филозофских проблема. Практично сваки увод у когнитивну науку такође наглашава да је она високо интердисциплинарна; често се каже да се састоји из, да уделује у, и да сарађује са психологијом (посебно когнитивном психологијом), вештачком интелигенцијом, лингвистиком и психолингвистиком, филозофијом (посебно филозофијом ума), неурологијом, логиком, роботиком, антропологијом и биологијом (укључујући биомеханику).

## Увод
Когнитивна наука тежи да сагледа свет изван ума умногоме налик другим наукама; стога има објективно, од посматрача независно постојање. Когнитивна наука се обично сматра компатибилном и међузависном са физичким наукама, и често користи научни метод, као и симулацију или моделовање, често поредећи аутпут модела са аспектима људског понашања. С обзиром на централни значај когнитивне психологије као дисциплине унутар когнитивних наука, најзначајнија истраживања у овој групи дисциплина су експерименталне природе и укључују учешће људских субјеката. Када се симулације користе у когнитивним наукама, што је нпр. значајан методолошки тренд савремене парадигме конекционизма, оне се користе под условом да се њиховим аутпутом може моделовати неки домен људског понашања. Као финални критеријум у овом случају користи се „фит“ модела за који се тврди да симулира неке когнитивне процесе и бихевиоралних података добијених у експериментима са људским субјектима. Ипак, постоји неслагање око тачног односа између когнитивне науке и осталих поља, и интердисциплинарна природа когнитивне науке је у великој мери и нереализована и ограничена.
Бројна су достигнућа когнитивне науке. На првом месту, у оквиру когнитивних наука изведен је раскид са тзв. класичном концепцијом појмова наслеђеном из претходне филозофске традиције. Бројна емпиријска истраживања показала су да природа нашег когнитивног система не поштује аристотелијанске схеме и репрезентацију појмова као елемената хијерархијских схема или као дефиниција путем општих и дистинктивних одлика. Овај раскид са класичном концепцијом теорије појмова од централног је значаја за развој когнитивне психологије у којој се проучавање појмова посматра као основа за разумевање најмање два велика проблема: проблема семантичке меморије и препознавања, с једне, и проблема психологије мишљења, с друге стране. Као подједнако значајна сматрају се достигнућа когнитивних наука у области психолингвистике, одн. проучавања психолошке реалности језика, разумевања језика и језичке продукције. Највеће теоријске дискусије у когнитивним наукама вођене су управо у областима проучавања концепата (психолошка семантика), психолингвистике (као нпр. дискусије између симболиста и конекциониста у осамдесетим годинама 20. века, или симболиста и школе Жана Пијажеа још у седамдесетим годинама) и теорија перцепције (нпр. расправе између присталица Гибсонове теорије директне перцепције и конструктивистичке теорије перцепције). Поред овога, когнитивне науке су развиле моделе људске перцепције ризика, и биле су утицајне у развоју бихевиористичких финансија, области економије. Когнитивни психолог Данијел Канеман награђен је 2003. године Нобеловом наградом из економије за рад који је заједно са Амосом Тверским развио у области доношења одлука. Херберт Сајмон, још један славан научник из области когнитивних наука, награђен је Нобеловом наградом из економије нешто раније. Такође, когнитивна наука је развила нову теорију математичке филозофије, и многе теорије из области вештачке интелигенције. Когнитивна наука је значајна за филозофију језика и епистемологију - модерни препород рационализма - као и за конституисање значајног крила модерне лингвистике.

### Когнитивнанаука?
Термин „когнитивно“ у „когнитивна наука“ се „користи за било коју врсту менталне операције или структуре која може бити проучавана у прецизним терминима." (Lakoff and Johnson, 1999). Ова концептуализација је веома широка, треба разликовати како је израз „когнитивно“ коришћен у неким традицијама аналитичке филозофије, где „когнитивно“ има везе само са формалним правилима и семантиком услова истинитости (truth conditional semantics). (Било како било, та интерпретација води близу историјско доминантне школе мишљења унутар когнитивне науке о природи когниције - да је то суштински симболичко, теоретско и логично.)
Најранији уноси речи "когнитивно" у Оксфордском енглеском речнику (ОЕР) описују да се њено значење односи на „акцију или процес сазнавања". Први унос из 1586. показује да је ова реч тада коришћена у контексту дискусија о платоничким теоријама знања. Већина у когнитивној науци, ипак, вероватно не сматра да је њен задатак истраживање било чега толико одређеног попут знања како га је видео Платон.

## Филозофија
Већина, али не и сви који себе сматрају когнитивним научницима имају функционалистичко виђење ума/интелигенције, што значи да, барем у теорији, они истражују ум и интелигенцију из перспективе у којој би ова својства можда могла (једног дана) бити исправно приписана не само људским бићима већ и другим животињама, ванземаљским облицима живота или посебно напредним рачунарским системима. Овакав поглед на ствари је један од разлога зашто термин „когнитивна наука“ није сасвим коекстензиван са неуронауком, психологијом, или неком комбинацијом ове две науке.

### Теорије
- дуализам
- материјализам
- функционализам
- идентитет ум/мозак
- квантни ум
- Модуларност ума

#### Теорија идентитета ум/мозак
Теорија идентитета ум/мозак је став да шта год да су „ум“ и „интелигенција“, они су стриктно укорењени у мозак, и не користе, не зависе од, и не интерреагују ни са чим не-физичким. Ипак, постоји одређени консензус да има смисла говорити о организацији ума без разматрања организације мозга, и да когнитивни научници нису неуронаучници. Често се оправдање за ово може наћи у схватању да постоје различити нивои анализе. Когнитивни научник може рећи да је оно шта он тврди о резоновању тачно на симболичком нивоу апстракције, док је оно шта неуронаучник каже тачно на физичком нивоу имплементирања симболичког нивоа (умногоме налик на рачунар као физички објект који имплементира виртуелну машину на којој је учитан ворд-процесор). Истраживање овог се може наћи у аргументу Кинеска соба, који предлаже геданкен експеримент да би се ресветлио potential loci за „когницију“.

#### Квантна теорија ума
Постоји неколико различитих квантних модела ума. У једној класи, мозак се сматра квантном машином; у другој, мозак је класична машина која користи универзалну свесну функцију.

#### Биокогнитивна теорија
Модел који је предложио Марио Е. Мартинез, у којем се когниција, биологија и историјска култура преплићу као нераздвојно биоинформационо поље које контекстуализује личну реалност и утиче на здравље и дуговечност. Биокогнитивна теорија потиче из истраживања из поља психонеуроимунологије и медицинске антропологије.

## Психологија
Појединачна питања когнитивне науке могу укључивати перцепцију, пажњу, свест и памћење. Ипак, ово су све давно успостављена поља унутар психологије, и постоји сталан ризик да ће когнитивни научници само новим речником поново открити одбачене прихолошке анализе.
Као што је описано, когнитивна наука је растегљиво поље. Ипак, треба приметити да се когнитивна наука не односи са једнаким интересовањем на све теме које се могу односити на природу и операције ума или интелигенције. Социјални и културолошки фактори, емоције, свест, животињска когниција, компаративни и еволуционарни приступи се често стављају ван фокуса, или се потпуно искључују, често на бази кључних филозофских сукоба. Неки когнитивни научници, ипак, сматрају да су ове теме од виталног значаја, и заговарају значај њиховог истраживања.

### Експериментални методи
- Време реакције: Време између настанка стимулуса и одговарајућег одговора може назначити разлике између различитих когнитивних процеса, и може рећи нешта о њиховој природи. На пример, ако у задацима претраге времена реакције варирају пропорционално са бројем елемената, онда је евидентно да когнитивни процес претраге подразумева серијско а не паралелно процесуирање.
- Психофизика: Психофизички експерименти су стара психолошка техника која је прихваћена у когнитивној психологији. Они обично укључују изазивање вербалних оцена неких физичких својстава, нпр. гласноће звука. Корелација субјективних скала међу појединцима може показати когнитивне или сензорске пристрасности упоређене са стварним физичким мерама.
  - једнакост оцена боја, тонова, текстура, итд.
  - разлике у прагу за боје, тонове, текстуре, итд.
- Регистровање активности мозга, анализирање мождане активности у тренуцима извршавања разних когнитивних задатака. Своди се на локализацију, тј. откривање активних зона кортекса током неког когнитивног задатка. У основи постоје две врсте метода: неурофизиолошке и методе сликовног приказивања:

Неурофизиолошке методе:
- - електроенцефалографија ЕЕГ
  - евоцирани потенцијали ЕП
  - магнетоенцефалографија МЕГ

Методе сликовног приказивања:
- - Позитронска емисиона томографија (ПЕТ)
  - Функционална магнетна резонантна томографија (фМРИ)
- Бодови/победе/порази у играма
- Снимање телесних покрета као одговор на одређени задатак (нпр. корачање према датом објекту)

### Кључни закључци
(парцијална листа)
Откриће систематске људске когнитивне пристрасности, које се обично приписује Амосу Тверском и Данијелу Канеману, 1967. основа за бихевиористичке финансије.
Утврђивање еквиваленције Ојлеровог идентитета (основа комплексне анализе у математици) са основним когнитивним процесима, Џорџ Лакоф и Рафаел Е. Нуњез, 2000. Основа за когнитивну науку математике.

### Теорије
- Когнитивна теорија реаговања
- Когнитивна теорија дисонанције
- Когнитивна теорија усклађености
- Когнитивна математичка наука
- Пропаганда
- Ставови и склоности

## Лингвистика
Лингвисти с једне стране запажају да су људи–чак млади и необразовани–способни да формирају реченице на начине којима очигледно управљају врло компликовани системи правила. Са друге стране ти исти људи су често зачуђујуће неспособни у идентификовању правила која леже иза њиховог сопственог говора. Стога лингвисти морају прибећи веома индиректним методама како би одредили о којим правилима се ради. Ако говором заиста управљају правила, она изгледа да су недокучива за свако свесно разматрање.
Одновна база чомскијевске психолингвистике је оцена граматичности. Од особе којој је дати језик матерњи се тражи да каже је ли реченица граматички тачна, независно од тога да ли је смислена. На пример реченица colorless green ideas sleep furiously (безбојне зелене идеје гневно спавају) је бесмислена, али људима којима је енглески језик матерњи изгледа да је она граматички тачна. Скупови ових оцена граматичности се користе да дају наводно формалан (чисто синтаксички) опис људских језика у граматичким оквирима. (За детаље види формални језик, хијерархија чомског (Chomsky hierarchy).) Ове граматике са друге стране служе да опишу говорникову лингвистичку способност. Други лингвистички приступи су оценили овај приступ исувише вештачким (барем за једн искључиво лингвистички програм), изражавајући сумњу у значење граматичких оцена, најчешће истицање енглеског језика и искључиву употребу ортографских (писаних) уместо вербалних реченица.

## Вештачка интелигенција (ВИ)

### Циљеви
Јака ВИ против слабе ВИ.
- симулација против рекреације (simulation vs recreation)

Тјурингов тест.

### Теорије
- Симболички против конекционистичких приступа - Воде се дебате у овој области око питања да ли је ум „најбоље“ посматрати као велики распон малих али индивидуално feeble елемената (неурона), или као колекцију структура вишег нивоа, као што су „симболи“, „шеме“, „планови“. Један начин постављања овог питања је и да ли је могуће прецизно симулирати људски мозак на компјутеру без прецизне симулације неурона који, изгледа, сачињавају људски мозак.

#### Симболицизам/GOFAI (добра старомодна вештачка интелигенција)
Вештачка интелигенција. Тјурингова машина. Кинеска соба. Умови, машине и Гедел.

#### Конекционизам
Конекционизам. Неуралне мреже.

#### Динамички системи
Динамички системи когнитивне теорије (специјална примјена теорије динамичких система).

#### Универзалистичка тенденција
Је такође предложена теоретска тенденција, за коју се сматра да има перспективу у следећем вијеку, у којој се од људи очекује да стварају overarching теорије о свему што покушава комбиновати налазе из различитих дисциплина како би се објаснили дубљи животни процеси.

## Значајни истраживачи когнитивне науке и сродних области
- Маргарет Боден
- Дејвид Чалмерс
- Ноам Чомски
- Кенет Крејк
- Антонио Дамасио
- Даниел Денет
- Џералд Еделман
- Лион Фестингер
- Џери Фодор
- Тим Ван Гелдер
- Даглас Хофштадер
- Едвин Хачинс
- Даниел Канеман
- Дејвид Кирш
- Џорџ Лаков
- Колин Мекџин
- Џорџ A. Милер
- Марвин Мински
- Рафаел E. Нуњез
- Сејмор Паперт
- Роџер Пенроуз
- Стивен Пинкер
- Џонатан Потер
- Карл Прибрем
- Виљанур С. Рамачандран
- Џон Сирли
- Херберт Сајмон